# لاله‌لی
لاله‌لی (به لاتین: Lələli) یک منطقه مسکونی در جمهوری آذربایجان است که در شهرستان قاخ واقع شده‌است. لاله‌لی ۴۷۴ نفر جمعیت دارد.